# Socialistična federativna republika Jugoslavija
Socialistična federativna republika Jugoslavija, s kratico SFRJ oz. kratko Jugoslavija, je bila država na Balkanskem polotoku, ki je pod tem imenom obstajala med letoma 1963 in 1992.  
Oblikovala se je na ozemlju predvojne Kraljevine Jugoslavije. Med 2. svetovno vojno ustanovljena in imenovana Demokratična federativna Jugoslavija, se je leta 1945 preoblikovala v Federativno ljudsko republiko Jugoslavijo (FLRJ) in leta 1963 z novo ustavo v SFRJ. 
Sestavljalo jo je šestih socialističnih republik (dotlej Ljudskih republik) in dve avtonomni pokrajini: SR Slovenija, SR Hrvaška, SR Srbija (ki je imela v sestavi avtomomni pokrajini Vojvodino in Kosovo), SR Bosna in Hercegovina, SR Črna Gora in SR Makedonija. 
SFRJ je na severozahodu mejila na Italijo in Avstrijo, na severu na Madžarsko in Romunijo, na vzhodu na Bolgarijo, na jugu na Grčijo in Albanijo ter na zahodu na Jadransko morje.

## Države
Z razpadom države je v letih 1991 in 1992 na njenem nekdanjem ozemlju nastalo pet novih držav:
- Republika Slovenija,
- Republika Hrvaška,
- Bosna in Hercegovina,
- Republika Makedonija ter
- Zvezna republika Jugoslavija (leta 2003 preimenovana v Srbijo in Črno goro, leta 2006 pa sta iz te državne tvorbe nastali dve samostojni državi: Republika Srbija in Republika Črna gora).

## Organi federacije
Našteti organi temeljijo na ustavi SFRJ iz leta 1974.
- Zvezna skupščina SFRJ
- Zvezno predsedstvo SFRJ
- Zvezni izvršni svet SFRJ
- Zvezni upravni organi in organizacije SFRJ
- Zvezni sveti SFRJ
- Zvezno sodišče SFRJ
- Zvezno javno tožilstvo SFRJ
- Zvezni družbeni pravobranilec samoupravljanja SFRJ
- Ustavno sodišče SFRJ
- Zvezni zavod za nezaposlene SFRJ (v sestavi skupnosti za delo, zdravstvo in socialno varstvo)
- Zvezni arhiv SFRJ

## Zvezni fondi
- Fond za kreditiranje hitrejšega razvoja industrijsko manj razvitih
- Fond za kreditiranje izvoza

## Socialistične republike in avtonomni pokrajini
Notranje je bila nekdanja zvezna država razdeljena na šest socialističnih republik z lastnimi ustavami in dve socialistični avtonomni pokrajini, ki sta bila hkrati v sestavi SR Srbije in sta dobili po letu 1968 skoraj izenačen status z republikami, 1974 pa tudi lastni ustavi. Glavno mesto SFR Jugoslavije, tako kot SR Srbije je bil Beograd.
1. Socialistična republika Bosna in Hercegovina, z glavnim mestom Sarajevo
2. Socialistična republika Hrvaška, z glavnim mestom Zagreb
3. Socialistična republika Makedonija, z glavnim mestom Skopje
4. Socialistična republika Črna gora, z glavnim mestom Titograd
5. Socialistična republika Srbija, z glavnim mestom Beograd; Srbija je imela v svoji sestavi še:

a. Socialistično avtonomno pokrajino Kosovo, z glavnim mestom Priština

b. Socialistično avtonomno pokrajino Vojvodino, z glavnim mestom Novi Sad

(t. i. Ožja Srbija (del Srbije, ki ni niti Vojvodina niti Kosovo, ni imel posebnega formalnega statusa, temveč le vlogo statistične enote)
6. Socialistična republika Slovenija, z glavnim mestom Ljubljana